# تیم ملی فوتبال کوراسائو
تیم ملی فوتبال کوراسائو نمایندهٔ کشور کوراسائو در مسابقات بین‌المللی است که زیر نظر فدراسیون فوتبال کوراسائو فعالیت می‌کند.
اولین بازی رسمی این تیم در تاریخ ۶ آوریل ۱۹۲۴ میلادی در برابر تیم ملی فوتبال اروبا برگزار شده‌است.